# 川崎大助
川崎 大助（川﨑 大助、かわさき だいすけ、1965年3月12日 - ）は、日本の小説家、コラムニスト、グラフィックデザイナー、音楽プロデューサー、編集者である。

## 来歴・人物
東京都世田谷区出身。学歴非公表。1977年、英ロンドン郊外の寄宿学校に在籍していた12歳の時、現地にてパンク・ロックの衝撃を体験する。88年、『ロッキング・オン』誌上にてライター・デビュー。『宝島』『週刊文春』『i-D Japan』ほか数多くの雑誌にて、音楽や映画を中心としたポップ・カルチャーに関する記事を執筆。93年、発行人としてインディー・マガジン『米国音楽』を創刊。のちに編集長、デザイナーも務める。同誌の付録CD、関連レーベルの「カーディナル・レコーズ」にて、レコード・プロデュース作品も多数。2010年より、ビームスが発行する文芸誌『IN THE CITY』に参加。小説の発表を始める。『現代ビジネス』『本がすき。』などウェブ・メディアへの寄稿も多数。Yahoo!ニュース個人オーサー。

## 作品リスト

### 単行本
- フィッシュマンズ　彼と魚のブルーズ（河出書房新社、2011年2月、ISBN 978-4-309-27236-8）
  - 伝説の90年代バンド、フィッシュマンズの評伝
- 東京フールズゴールド（河出書房新社、2013年9月、ISBN 978-4-309-02220-8）
  - 書き下し長編小説
- 日本のロック名盤ベスト100（講談社現代新書、2015年8月、ISBN 978-4-06-288329-0）
- 教養としてのロック名盤ベスト100（光文社新書、2019年7月、ISBN 978-4-334-04425-1）
- 僕と魚のブルーズ 評伝フィッシュマンズ（イースト・プレス、2021年6月 ISBN 978-4-7816-1987-3）
  - 彼と魚のブルーズ（2011年）に「新たなる最終章」や「付録」を加えた「デラックス・エディション」
- 教養としてのロック名曲ベスト100（光文社新書 2021年7月、ISBN 978-4-334-04554-8）
- 教養としてのパンク・ロック（光文社新書 2023年11月、ISBN 978-4-334-10153-4）
- 素浪人刑事　東京のふたつの城　（早川書房 2024年2月、ISBN 978-4-15-210303-1）
  - 書き下し長編小説

### 翻訳
- フレディ・マーキュリー 写真のなかの人生 ～ The Great Pretender（光文社、2019年11月、ISBN 978-4-334-90244-5）

### 短編小説
- デリバリー・マン（『IN THE CITY』Vol.1・2010年10月）
- ジョニー・ギターと呼べばいい（『IN THE CITY』Vol.2・2011年4月）
- 金曜日オンマイマインド（『IN THE CITY』Vol.3・2011年8月）
- 愁いの色は昔から黒（『IN THE CITY』Vol.4・2011年12月）
- カンザス・シティじゃ普通のこと（『IN THE CITY』Vol.5・2012年4月）
- ヒ・メア・イキなんて言わないで（『IN THE CITY』Vol.6・2012年8月）
- あなたを失ってから ～バッドランズ Part2 ～（『IN THE CITY』Vol.7・2012年12月）
- 泣きたいほどの淋しさと餃子だ（『IN THE CITY』Vol.8・2013年7月）
- エイティーエイト、木っ端な夜（『IN THE CITY』Vol.9・2013年12月）
- 夏靴を履いた男たち（『LAST』６号・2014年４月）
- 微笑みの法則 ～バッドランズ Part1 ～（『IN THE CITY』Vol.10・2014年5月）
- あいつのドロップ・バイ（『IN THE CITY』Vol.12・2015年2月）
- 六月まで乗せてって（『文藝』15年夏季号）
- ノース・ビーチじゃ聞かない名だ（『IN THE CITY』Vol.13・2015年7月）
- どこにいると思う？ ～バッドランズ Part3 ～（『IN THE CITY』Vol.14・2015年12月）
- 犬も食わない（『IN THE CITY』Vol.15・2016年7月）
- アメリカの朝食（『文藝』16年冬季号）
- ひらめきウィークエンド（『IN THE CITY』Vol.17・2017年5月）
- お日様なんて出なくても（『文藝』17年冬季号）
- 幽霊のプレイリスト ～Hi-Fi Eye レコード探偵フルタの事件簿～（『小説宝石』19年6月号）

### 中編小説
- 死は冷たいラザーニャ（『文藝』19年春季号）

### 漫画原作
- Hi-Fi Eye レコード探偵フルタの事件簿 ～サー・ポールの東京の忘れもの～（作画：PECO、グランドジャンプPREMIUM、集英社、2017年2月）

## 出演

### ラジオ
- アザラシアワー・ニジマスナイト（JFN系列、1992年7月 - 94年３月、構成と出演）
  - フィッシュマンズのボーカリスト、佐藤伸治と共演
- 荻上チキ Session-22（TBSラジオ、2015年10月 - 時折ゲスト出演）

### 映画
- 映画：フィッシュマンズ 監督：手嶋悠貴 2021年7月9日公開 172分
  - インタヴュー・シーンに登場